# Cruel Summer (album d'Ace of Base)
Pour les articles homonymes, voir Cruel Summer.
Albums de Ace of Base
Flowers
(1999) Singles of the 90s
(1998)
Cruel Summer  est le troisième album paru aux États-Unis, au Canada, au Japon et en Amérique latine, du groupe de pop suédois Ace of Base. À la suite des ventes de Flowers à plus de quatre millions d'exemplaires en Europe, en Asie, et en Afrique le 15 juin 1998, Arista Records décide de faire paraître leur version pour les États-Unis et le Japon, et le renomme Cruel Summer. Cruel Summer est sorti le 25 août 1998 au Japon avec deux chansons bonus et le 1er septembre de la même année aux États-Unis. L'album est généralement bien accueilli par la presse spécialisée.

## Développement
Au milieu de l’année 1997, les maisons de disques demandent au groupe de nouvelles chansons. Arista demande une chanson « ensoleillée » et pleine de « fun ». À l’automne 1997, Doctor Sun devient la première chanson à être enregistrée de l’album à venir. Le groupe, depuis Göteborg, joue quelques morceaux dans les discothèques pour tester la réaction du public. À l’origine, on entendait les quatre voix des quatre membres.
Le groupe ne voulait pas enregistrer de nouvelle reprise. Mais, à la demande du label britannique Polydor Records, Jonas Berggren choisit la chanson Cruel Summer de Bananarama,. La version originale, ne plaisant pas au président de la maison de disque américaine Clive Davis, est remixée par ce dernier et produit par Cutfather and Joe. Jenny, quant à elle, finit d’enregistrer le titre He Decides. Cependant, la version originale ne plait toujours pas, et est remixée par Charles Fisher. Le résultat donne un titre plus sombre que l’original. La démo de Linn, intitulée Lapponia, qui n’avait pas été retenue pour The Bridge, est également écarté de l’album à venir, Arista préférant les chansons écrite par Jonas. Jenny doit réenregistrer la partie vocales pour Donnie. Linn n'apparaît presque plus sur la version finale.
Life Is a Flower (en) est considérée comme trop européenne et est écartée des chansons retenue. Cependant, Clive Davis, aimant la mélodie, a demandé au groupe de produire quelque chose de plus américain et c’est ainsi que Whenever You're Near Me est créée. Travel to Romantis est remixé par Love to Infinity (en) et Always Have, Always Will est édité pour la version américaine. Lorsque le groupe commence la promotion de Flowers, Arista refuse de le sortir car il est trop typé européen. Devant le succès des premières ventes, le label nord-américain mise sur la chanson Everytime it Rains, comme single principale et rebaptise l’album Cruel Summer  après avoir tiré le premier single à 500 000 d'exemplaires. Le groupe se dit fier d'avoir créé l'album.
Connu pour sa rubrique hebdomadaire Chart Beat du magazine Billboard et plus tard pour son rôle dans American Idol, le journaliste américain Fred Bronson (en) classe Cruel Summer à la première place des meilleurs albums de l'année 1998, suivi par Mes Îles de Mélanie Cohl. Il déclare « remercier Clive Davis pour avoir transformé la version originale en l'un des plus grands albums pop de tous les temps » [« Credit Clive Davis for transforming the original release into one of the greatest pop albums of all times. »].

## Liste des titres

### Version standard
| No  | Titre                                     | Producteur(s)                        | Durée |
| --- | ----------------------------------------- | ------------------------------------ | ----- |
| 1.  | Cruel Summer                              | Cutfather & Joe                      | 3:35  |
| 2.  | Donnie (Ole Evanrude Version)             | Ole Evenrude                         | 3:47  |
| 3.  | Whenever You're Near Me                   | Ole Evenrude                         | 3:32  |
| 4.  | Everytime It Rains                        | Cutfather & Joe                      | 4:52  |
| 5.  | Adventures In Paradise                    | Cutfather & Joe                      | 3:32  |
| 6.  | Don't Go Away                             | Charles Fisher, Ulf Ekberg           | 3:41  |
| 7.  | Cecilia                                   | Ole Evenrude                         | 3:55  |
| 8.  | He Decides (Charles Fisher Mix)           | Charles Fisher, Jonas Berggren       | 3:49  |
| 9.  | Always Have, Always Will (Edit)           | Ole Evenrude                         | 3:46  |
| 10. | Tokyo Girl                                | Johnny Jam & Delgado                 | 3:36  |
| 11. | Travel To Romantis (Love To Infinity Mix) | Jonas Berggren, Johnny Jam & Delgado | 3:27  |
| 12. | Cruel Summer (Blazin' Rhythm Remix)       | Cutfather & Joe                      | 3:31  |

### Édition Japonaise
| 1.  | Cruel Summer                              | Cutfather & Joe                       | 3:35 |
| 2.  | Donnie (Ole Evanrude Version)             | Ole Evenrude                          | 3:47 |
| 3.  | Life Is a Flower                          | P. Adebratt, T. Ekman, Jonas Berggren | 3:47 |
| 4.  | Everytime It Rains                        | Cutfather & Joe                       | 4:52 |
| 5.  | Adventures In Paradise                    | Cutfather & Joe                       | 3:32 |
| 6.  | Don't Go Away                             | Charles Fisher, Ulf Ekberg            | 3:41 |
| 7.  | Cecilia                                   | Ole Evenrude                          | 3:55 |
| 8.  | He Decides (Charles Fisher Mix)           | Charles Fisher, Jonas Berggren        | 3:49 |
| 9.  | Always Have, Always Will (Edit)           | Ole Evenrude                          | 3:46 |
| 10. | Tokyo Girl                                | Johnny Jam & Delgado                  | 3:36 |
| 11. | Travel To Romantis (Love To Infinity Mix) | Jonas Berggren, Johnny Jam & Delgado  | 3:27 |
| 12. | Cruel Summer (Blazin' Rhythm Remix)       | Cutfather & Joe                       | 3:31 |
| 13. | Dr. Sun                                   | Jonas Berggren, D. Carr, J. Amatiello | 3:35 |
| 14. | Into the Night of Blue                    | Jonas Berggren, Steven Hague          | 4:11 |

## Performance commerciale
Malgré une bonne position des singles dans le Top 10, l’album n’est pas très bien vendu. Il atteint la 101e place sur 200 au classement Billboard. Un single exclusivement américain Whenever You're Near Me, voulu par Arista n’a pas l’effet escompté. Cette version moins européenne de la chanson Life Is a Flower ne rencontre pas son public. Le single est importé d’Europe. Arista cesse donc toute promotion autour de cet album qui se serait vendu, selon People Magazine, à seulement 122 000 exemplaires en décembre 1998, alors qu’au même moment Flowers était déjà certifié disque de platine.

## Classements
| Classement       | Meilleure position |
| ---------------- | ------------------ |
| Canada           | 23                 |
| Chili            | 4                  |
| US Billboard 200 | 101                |

## Crédits
- Borje « Buller Bang » – percussions
- Delgado – clavier, programming, production
- Sasha – basse
- Per Adebratt – clavier, programming
- John Amatiello – clavier, programming, ingénieur son
- Andy – remixage
- John Ballard – chant (chœur), arrangement vocal
- Ulf Bandgren – guitare
- Bas-Berra – basse
- Joe Belmaati – arrangement, clavier, programming, producteur, ingénieur son, mixage
- Jenny Berggren – voix, chœur
- Jonas « Joker » Berggren – clavier, programming, ingénieur, vocoder
- Linn Berggren – voix, chœur
- Marit Bie – voix, chœur
- Marianne Bundevik – voix, chœur
- Mark Burdett – design
- Douglas Carr – clavier, programming, ingénieur son
- Suzanne Carstensen – voix, chœur
- Desi « Dezrock » Caruso – clavier
- Cutfather – arrangement, production, mixage
- Clive Davis – production exécutive
- Ulf « Buddha » Ekberg – production
- Tommy Ekman – arrangement, clavier, programming, ingénieur son, mixage
- Ole Evenrude – arrangement, production
- Charlie Falk – arrangement violon
- Charles Fisher – producteur
- Birthe H. – voix, chœur
- Peo Haggstrom – claviers, programming
- Hani – production, remixage
- Nana Hedin – voix, chœur
- Henrik – conductor[Quoi ?], arrangements trompette, arrangements violon
- Johnny Jam – claviers, programming, production
- Ulf Janson – conductor[Quoi ?], arrangements trompette, arrangements violon
- Bjarne « Spiff » Johansson – percussions, batterie
- Mads Johansson – guitare
- Jonas Karg – guitare
- Dave Lee – programming
- Peter Lee – remixage
- David Leonard – mixage
- Jonas Linell – photographie
- Marian Lisland –  voix, chœur
- Bernard Löhr – mixage
- Matz Nilsson – mixage
- Tue Roh – arrangements violon
- Thomas Siqveland – programmeur
- Eivind Skovdahl – percussions, ingénieur son
- Joakim Stiren – programming, mixage
- Stonestream – boîte à rythmes
- Leon Zervos – mastering

## Ventes
- Canada : plus de 50 000
- Japon : 142 840
- États-Unis : plus de 125 000